# الوكالة المركزية للهجرة اليهودية في فيينا
الوكالة المركزية للهجرة اليهودية في فيينا ( (بالألمانية: Zentralstelle für jüdische Auswanderung in Wien)‏ كانت وكالة لشرطة الأمنية الألمانية (SD-Security Service) تأسست في أغسطس 1938 لتسريع الهجرة القسرية لليهود النمساويين (ابتداءً من أكتوبر 1939) لتنظيم عمليات الترحيل وتنفيذها. تم تنسيق حل قضايا الهجرة المتعلقة بالجنسية النمساوية وحقوق المواطنين الأجانب والعملات الأجنبية وفرض الضرائب على الأصول من أجل تسريع عملية الهجرة هذه. كانت الوكالة المركزية للهجرة اليهودية في فيينا هي المؤسسة الوحيدة المخولة بإصدار تصاريح خروج لليهود في النمسا من وقت آنشلوس في عام 1938 وحتى الحظر المفروض على الهجرة اليهودية في عام 1941. أصبحت وكالة فيينا النموذج الأولي لوكالات الإس إس المماثلة التي تستخدم لتنفيذ ترحيل اليهود في أمستردام وبراغ والعديد من المدن الأوروبية الأخرى.

## التاريخ

### قبل الحرب: التأسيس والدور في الهجرة القسرية

#### شؤون الموظفين
على الرغم من أن الويس برونر من تعيينه رسميًا كقائد للوكالة المركزية في فيينا في يناير 1941، كان بالفعل رئيس الأمر الواقع بعد مغادرة أيخمان في عام 1939  لم تنج قائمة كاملة من الموظفين من الوكالة المركزية في فيينا، ولكن أعضاء الإس إس التالية كانوا من بين 17 إلى 20 من زملاء العمل تحت قيادة الويس برونر:
- أنطون برونر (1898-1946)
- إرنست بروكلر (1912–؟ )
- أنتون برجر (1911–1991)
- فرديناند دوراخ (1912–؟ )
- هربرت جربنج (1914 -؟ )
- إرنست جيرزيك (1911–؟ )
- ريتشارد هارتنبيرغر (1911-1974)
- فرانز نوفاك (1913-1983)
- كارل راهم (1907-1947)
- ألفريد سلاويك (1913 - بعد 1962)
- فرانز ستوشكا (1910-1986)
- جوزيف فايسل (1912 - بعد 1956)
- أنتون زيتا (1909-1946)